# Eugen Nicolăescu
Gheorghe-Eugen Nicolăescu (ur. 2 sierpnia 1955 w Grădiștei w okręgu Giurgiu) – rumuński polityk, ekonomista i nauczyciel akademicki, deputowany, w latach 2005–2008 i 2012–2014 minister, wiceprezes Narodowego Banku Rumunii.

## Życiorys
W 1982 ukończył studia na wydziale handlu Akademii Studiów Ekonomicznych w Bukareszcie, w 2007 na tej samej uczelni doktoryzował się w zakresie rachunkowości. Odbył również kursy z audytu finansowego. Od 1976 pracował jako technolog i ekonomista w stołecznych hotelach. Od 1985 był zatrudniony w resortowym ośrodku przemysłowym. Później związany z przedsiębiorstwem Ratmil zajmującym się zaopatrzeniem wojskowym, obejmował w nim stanowiska dyrektora ekonomicznego (w 1993) i dyrektora generalnego (w 1997). W latach 1999–2000 pełnił funkcję zastępcy sekretarza generalnego ministerstwa finansów publicznych. W 2000 był przewodniczącym tymczasowej państwowej komisji papierów wartościowych, a od 2000 do 2011 pierwszym wiceprezesem rumuńskiej izby biegłych rewidentów.
Wykładał krótko na Universitatea Spiru Haret w Bukareszcie i na macierzystej uczelni. W 2010 został nauczycielem akademickim na Universitatea Creștină Dimitrie Cantemir, w 2015 objął stanowisko profesora tej uczelni. W 2014 powołany na prodziekana i następnie na p.o. dziekana wydziału finansów, bankowości i rachunkowości. Jeszcze w tym samym roku został dziekanem tego wydziału.
Zaangażował się w działalność polityczną w ramach Partii Narodowo-Liberalnej, do której wstąpił w 1996. Był m.in. wiceprezesem tego ugrupowania i przewodniczącym frakcji poselskiej. W 2000 po raz pierwszy uzyskał mandat posła do Izby Deputowanych. Z powodzeniem ubiegał się o reelekcję w wyborach w 2004, 2008, 2012 i 2016. W latach 2005–2008 pełnił funkcję ministra zdrowia publicznego w dwóch gabinetach Călina Popescu-Tăriceanu. Od 2012 do 2014 był ministrem zdrowia w drugim rządzie Victora Ponty. W 2017 zrezygnował z mandatu poselskiego w związku z nominacją na wiceprezesa banku centralnego.